# Josh Fox
Pour les articles homonymes, voir Fox.
Josh Fox, né à Milanville (Pennsylvanie) en 1972, est un réalisateur, scénariste et militant écologiste américain, connu pour son documentaire Gasland nommé aux Oscars en 2010.

## Filmographie partielle

### Comme réalisateur
- 2008 : Memorial Day
- 2010 : GasLand
- 2012 : The Sky Is Pink
- 2012 : Occupy Sandy
- 2013 : Gasland Part II
- 2016 : How to Let Go of the World (and Love All the Things Climate Can't Change)